# Preternija
Preternija, u klasičnoj priči iz franšize Gospodari svemira koju je početkom 1980-ih proizvela američka tvrtka za proizvodnju igračaka Mattel, povijesno razdoblje iz bliže ili dalje prošlosti izmišljenog planeta Eternije koje je postojalo prije Velikih ratova i prije propasti napredne visokotehnološke civilizacije na planetu. U toj dalekoj prošlosti živjeli su Ljudi zmije pod vodstvom kralja Hissa, koje je Vijeće mudraca otjeralo i zarobilo u drugu dimenziju, kako bi spasili Eterniju od njihovih zlih namjera. U isto to vrijeme Eternijom je harala i Zla Horda pod vodstvom zlog Hordaka, koja je također protjerana na planet Eteriju u drugoj dimenziji.
Prema priči iz animirane serije Gospodari svemira: Otkriće (2021.), Preternija je rajsko mjesto na koje nakon smrti odlaze junaci gdje pronalaze vječni mir. Najupečatljivije građevine na Preterniji su Tri tornja: Središnji toranj, Toranj Sive Lubanje i Zmijski toranj. U tom konceptu priče, Preternija predstavlja raj, dok Subternija predstavlja neku vrstu pakla.